# Imunoglobulina A

Schema dimerului imunoglobulinei A. Lanțurile grele H (H = engl. "heavy") sunt colorate cu albastru, lanțurile ușoare L (L = engl. "light") sunt colorate cu roșu, lanțul de asociere J (J = engl. "joining") este colorat cu magenta, iar componenta secretorie este colorată cu galben.

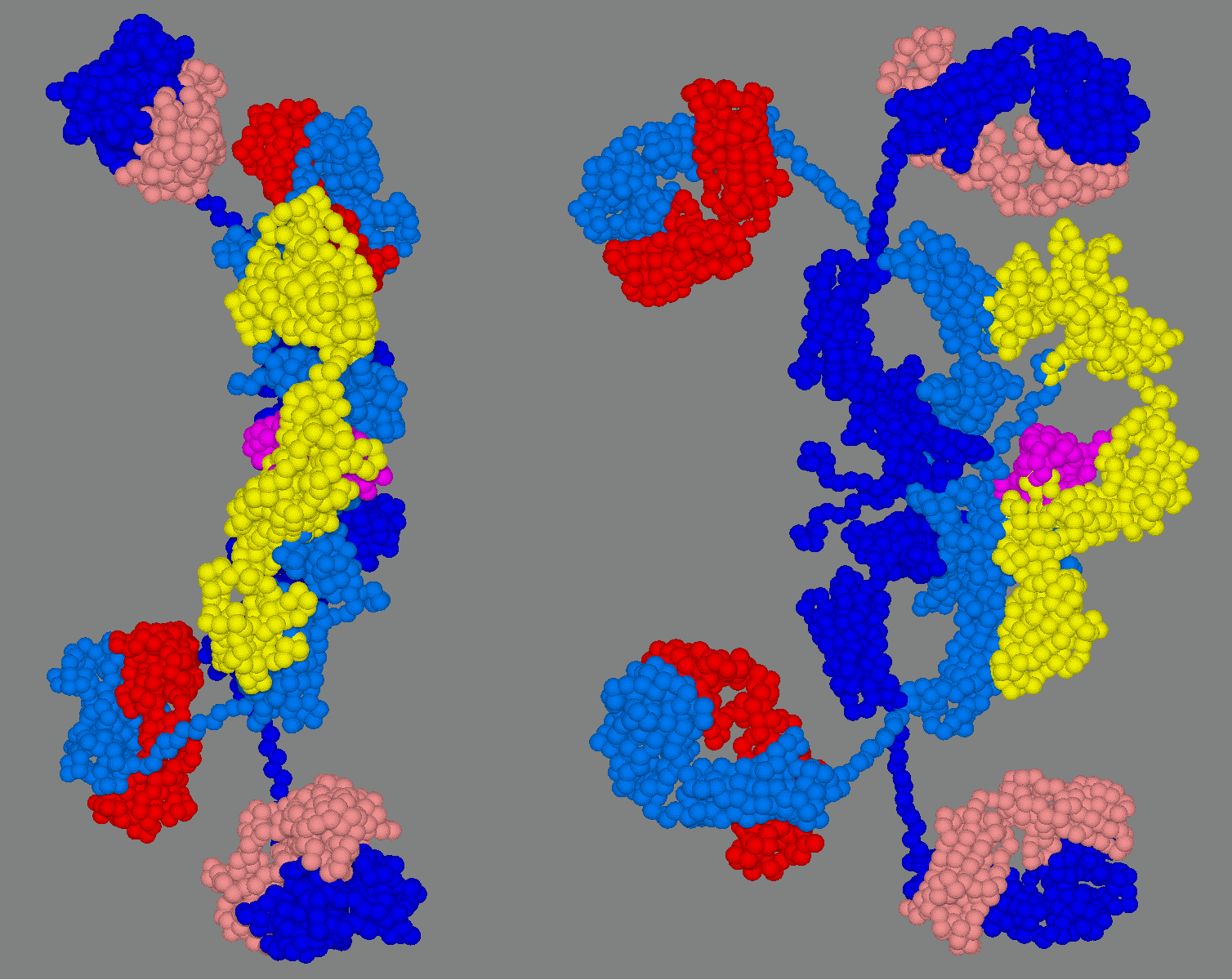
Două perspective, una rotită cu 90 de grade față de cealaltă, a lanțurilor de aminoacizi ce alcătuiesc IgA1 secretorie. Culorile sunt: lanțurile H (albastru și albastru deschis), lanțurile L (roșu și roșu deschis), lanțul J (magenta) și componenta secretorie (galben). Structura a fost realizată cu ajutorul bazei de date PDB 3CHN.

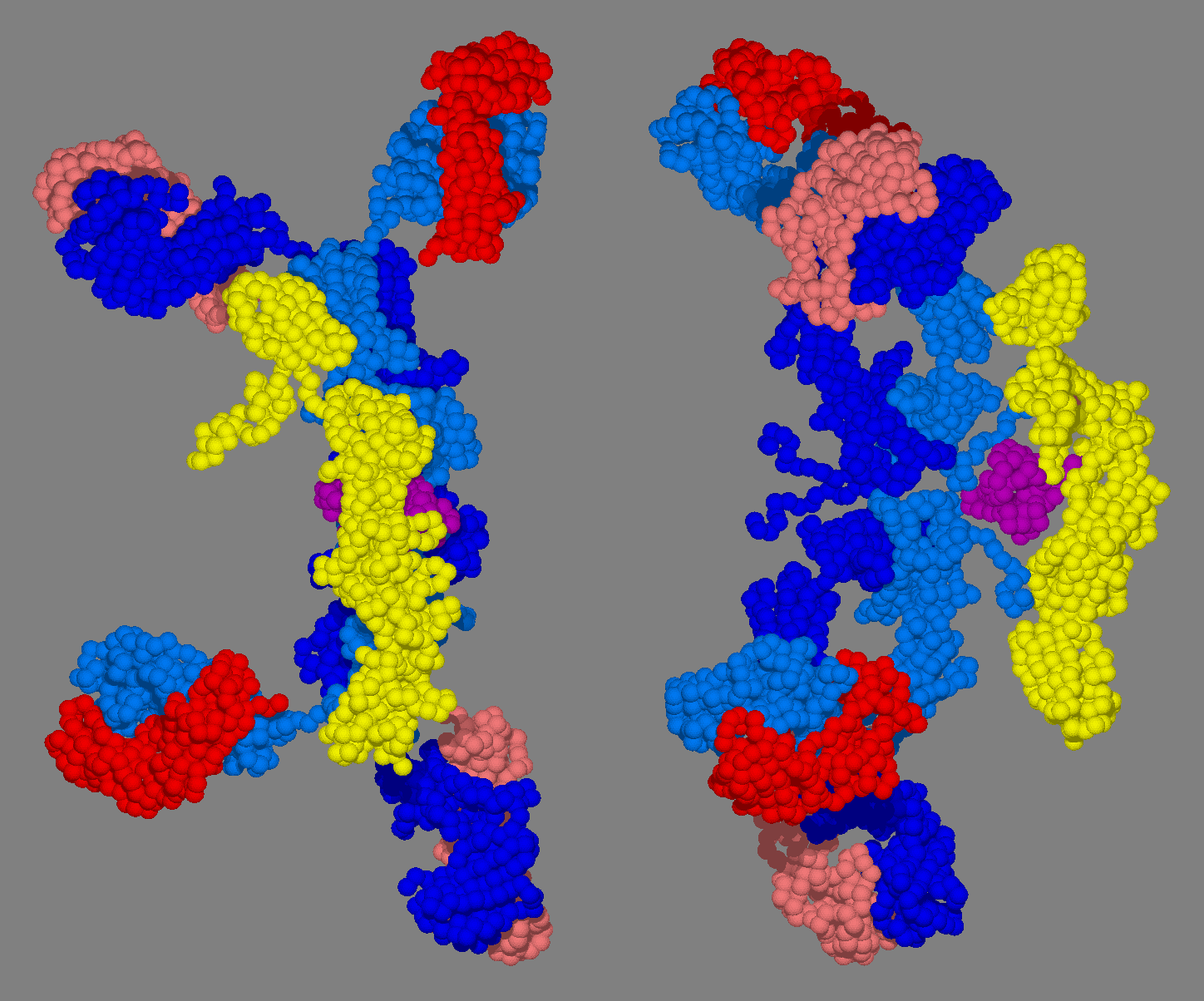
Două perspective, una rotită cu 90 de grade față de cealaltă, a lanțurilor de aminoacizi ce alcătuiesc IgA2 secretorie. Culorile sunt: lanțurile H (albastru și albastru deschis), lanțurile L (roșu și roșu deschis), lanțul J (magenta) și componenta secretorie (galben). Structura a fost realizată cu ajutorul bazei de date PDB 3cm9.

Imunoglobulina A (IgA, notată și sIgA în forma sa secretorie) este un anticorp care joacă un rol crucial în funcția imună a membranelor mucoase. Cantitatea de IgA produsă în asociere cu membranele mucoaselor este mai mare decât a tuturor celorlalte tipuri de anticorpi combinați. În termeni absoluți, între trei și cinci grame de sIgA sunt secretate zilnic în lumenul intestinal. Aceasta reprezintă până la 15% din totalul imunoglobulinelor produse în întregul organism. De asemenea, este a doua cea mai întâlnită imunoglobulină din ser (i.e. plasma sangvină), ajungând la concentrații de 1–3 mg/mL.
IgA are două subclase (IgA1 și IgA2) și poate fi produsă atât sub formă monomerică, cât și sub formă dimerică. Forma dimerică IgA este prevalentă și se mai numește IgA secretorie (sIgA). sIgA este principala imunoglobulină găsită în secrețiile mucoase, inclusiv în lacrimi, salivă, sudoare, colostru, și secreții ale tractului genito-urinar, tractului gastro-intestinal, prostatei și epiteliului respirator. Se găsește în cantități mici și în sânge. Pe de altă parte, forma monomerică este prevalentă în ser.
Componenta secretorie a sIgA, ce provine din clivarea receptorului imunoglobulinei polimerice, protejează imunoglobulina de la a fi degradată de către enzimele proteolitice; astfel, sIgA poate supraviețui în mediul foarte acid al tractului gastro-intestinal și poate oferi protecție împotriva microbilor care se înmulțesc în secrețiile organismului. sIgA poate inhiba efectele inflamatorii ale altor imunoglobuline. IgA este un activator slab al sistemului complement, iar capacitatea de opsonizare a sa este mică.

## Forme

### IgA1 vs. IgA2
IgA există sub forma a două izotipuri: IgA1 și IgA2. Ambele proteine sunt puternic glicozilate.  În timp ce IgA1 predomină în ser (~80%), procentele de IgA2 sunt mai mari în țesuturile secretoare (~ 35% în secreții); raportul dintre celulele secretoare de IgA1 și IgA2 variază în diferitele țesuturi limfoide ale corpului uman:
- IgA1 este subclasa predominantă de IgA din ser (80-85% din totalul IgA serică)[7]. În majoritatea țesuturilor limfoide, celulele producătoare de IgA1 predomină.[12]
- În cazul IgA2, lanțurile grele și ușoare nu sunt legate cu legături disulfurice, ci cu legături necovalente. În țesuturile limfoide secretoare (de exemplu, țesutul limfoid asociat tractului digestiv), ponderea producției de IgA2 este mai mare decât în organele limfoide nesecretoare (precum splina sau ganglionii limfatici periferici).

Atât IgA1, cât și IgA2 au fost detectate în secrețiile exocrine, cum ar fi colostrul, laptele matern, lacrimile și saliva. Antigenele polizaharidice tind să stimuleze mai mult producția de IgA2 decât antigenele proteice. Astfel, IgA2 este majoritară în colon, și s-a constatat că atunci când producția de bacterii din intestinul subțire crește peste normal, producția de IgA2 din acesta crește proporțional. IgA2 are avantajul de a nu fi afectată de proteazele bacteriilor, pe când același lucru nu este valabil și pentru IgA1.
Atât IgA1 cât și IgA2 se pot găsi legate de membranele celulelor limfatice B.

### IgA serică vs. IgA secretorie
Pe baza localizării, distingem două forme de IgA: IgA serică și IgA secretorie.
IgA secretorie se găsește în secreții, unde polimerii a 2-4 monomeri de IgA sunt legați de două lanțuri suplimentare; ca atare, greutatea moleculară a slgA este de 385.000D. Unul dintre lanțuri este lanțul J (lanțul de asociere), care este o polipeptidă cu masa moleculară de 15kD, bogată în cisteină și structural complet diferită de alte lanțuri de imunoglobulină. Acest lanț se formează în celulele secretoare de IgA. Al doilea lanț constă dintr-o polipeptidă cu o masă moleculară de 70 kD, numită componentă secretorie, care este produs de celulele epiteliale. Această moleculă provine din receptorul pIgR (130 kD) care este responsabil pentru preluarea și transportul transcelular al IgA oligomerice (dar nu și monomerice) de-a lungul celulelor epiteliale, până în secreții (lacrimi, salivă, sudoare, lichid intestinal etc.).

## Fiziologie

### IgA serică
În sânge, IgA interacționează cu receptorul fragmentului cristalizabil, numit FcαRI (sau CD89), care este exprimat pe celulele efectoare imunitare, pentru a iniția reacții inflamatorii. Legarea FcαRI la complexele imune care conțin IgA determină citotoxicitatea mediată celular anticorp-dependentă (engl. ADCC), degranularea eozinofilelor și bazofilelor, fagocitoza monocitară, macrofagică și neutrofilică, precum și declanșarea hiperreactivității granulocitare la nivelul sistemului respirator.

### IgA secretorie
Cantitatea mare de IgA în zonele mucoaselor este rezultatul cooperării dintre celulele plasmatice care produc IgA polimerică (pIgA) și celulele epiteliale mucoase, care exprimă receptorul polimeric al imunoglobulinei (pIgR). IgA polimerică (în principal dimerul secretor) este produsă de celulele plasmatice din lamina propria adiacente suprafețelor mucoasei. Aceasta se leagă de receptorul pIgR de pe suprafața basolaterală a celulelor epiteliale, fiind apoi preluat intracelular prin endocitoză. Complexul receptor-IgA trece prin compartimentul celular, după care este secretat pe suprafața luminală a celulei epiteliale. După ce proteoliza receptorului are loc, molecula dimerică a IgA, împreună cu o porțiune rămasă din receptorul proteolizat, cunoscută sub numele de "componentă secretorie" (i.e. sIgA), sunt libere să difuzeze în lumen. În intestin, prin intermediul lanțurilor oligozaharidice componente, IgA se poate fixa în stratul de mucus care tapetează celulele epiteliale. În acest fel se formează o barieră capabilă să neutralizeze amenințările înainte ca acestea să ajungă la celulele epiteliale.
Producția de sIgA împotriva antigenelor specifice depinde de celulele M, de celulele dendritice subiacente prezentatoare de antigen, de activarea celulelor T și de schimbarea clasei celulelor B în GALT (i.e. țesutul limfoid asociat intestinului), ganglionii limfatici mezenterici și foliculi limfoizi izolați de la nivelul intestinului subțire.
sIgA acționează în principal prin blocarea receptorilor epiteliali ai patogenilor (de exemplu, prin legarea liganzilor aferenți de pe agenții patogeni), prin împiedicarea sterică a atașării la celulele epiteliale și prin excludere imunitară. Excluderea imunitară este un proces de aglutinare a antigenelor sau patogenilor polivalenți prin reticularea acestora cu anticorpi, devenind astfel capturați în stratul de mucus și/sau eliminați prin peristaltism. Deoarece sIgA este o opsonină slabă, cu efect slab de activare a sistemului complementului, simpla legare a unui agent patogen nu este neapărat suficientă pentru a-l inactiva - uneori trebuie blocați epitopi specifici pentru a împiedica steric accesul patogenului la epiteliu.
Îndepărtarea IgA este mediată, cel puțin parțial, de receptorii asialoglicoproteici, care recunosc N-glicanii cu reziduu terminal de galactoză ai imunoglobulinei A .

## Patologie

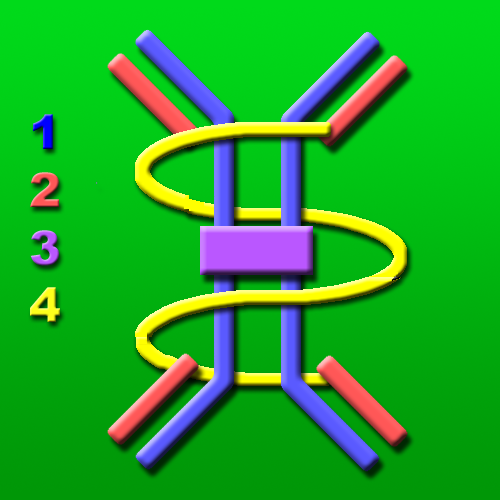
Imunoglobulină A ca dimer

### Genetică
Prezența redusă, sau absența completă, a IgA din cauze genetice este denumită deficit selectiv de IgA, putând produce imunodeficiență.
Anticorpii anti-IgA, prezenți uneori la indivizii cu concentrația de IgA scăzută sau absentă, pot duce la reacții anafilactice grave în cazul transfuziei de sânge care conține IgA. Cu toate acestea, în cazul majorității persoanelor cu reacții anafilactice cauzate de IgA, acestea au fost determinate de alte cauze decât transfuzia sangvină.

### Microbiană
Specii de Neisseria, inclusiv Neisseria gonorrhoeae (care provoacă gonoree), Streptococcus pneumoniae, și Haemophilus influenzae tip B eliberează o protează care distruge IgA. În plus, s-a dovedit că mai multe subtipuri ale speciei Blastocystis generează proteaze cisteinice și aspartice care degradează IgA umană.

### Autoimună și mediată imunitar
Nefropatia de IgA (sau boala lui Berger) este cauzată de depunerile de IgA din rinichi. Nu se știe încă de ce apar aceste depozitele de IgA. Unele teorii sugerează că ar fi cauzate de o anomalie a sistemului imunitar.
Boala celiacă implică patologia IgA datorată prezenței anticorpilor antiendomiziali IgA.
Purpura Henoch–Schönlein (HSP) este o vascularită sistemică cauzată de depunerile de IgA și de componenta C3 a sistemului complement în vasele de sânge mici. HSP apare de obicei la copiii mici, și implică pielea și țesuturile conjunctive, scrotul, articulațiile, tractul gastro-intestinal și rinichii. De obicei, urmează o infecție a căilor respiratorii superioare. Boala regresează în decurs de câteva săptămâni, pe măsură ce ficatul elimină agregatele de IgA.
Dermatoza buloasă și pemfigusul cauzate de IgA sunt două exemple de boli imunitare mediate de IgA. Astfel de boli pot fi dificil de tratat, chiar și cu medicamente de obicei eficiente, cum ar fi rituximabul.

### Indusă de medicamente
Vancomicina poate induce dermatoză buloasă prin acumularea depozitelor de IgA la nivelul membranei bazale epiteliale.